# Agrupación de Electores Democrática Independiente de Almería
La Agrupación de Electores Democrática Independiente de Almería fue una agrupación de electores formada por una coalición de militantes del PSP, PSOE e ID para la candidatura al Senado para las Elecciones generales de España de 1977 por Almería. La candidatura consiguió un escaño, el de Joaquín Navarro Estevan, que militaba en el PSP. Fue la segunda fuerza política, obteniendo el cuarto senador más votado de la circunscripción. El partido se integró dentro del Grupo Parlamentario Socialistas del Senado.

## Resultados electorales
| Comicios | N.º de votos | % de votos | Escaños |
| -------- | ------------ | ---------- | ------- |
| 1977     | 170.338      | -          | 1/4     |

| Senador                 | N.º Votos | Posición | Electo |
| ----------------------- | --------- | -------- | ------ |
| Joaquín Navarro Esteban | 57.118    | 4ª       | Sí     |
| Ángel López Masegosa    | 57.065    | 5ª       | No     |
| Emilio Esteban Hanza    | 56.155    | 6ª       | No     |